# Drie Zwanenstraat
De Drie Zwanenstraat is een straat in Brugge. De huidige officiële schrijfwijze is "Driezwanenstraat" in één woord.

## Beschrijving
Het mag als vaststaand beschouwd worden dat deze straat haar naam kreeg van de brouwerij De Drie Zwaantjes, die gevestigd was op de hoek van de Carmersstraat en de Korte Rijkepijndersstraat, en die zich langs laatstgenoemde straat uitstrekte tot aan de Rolweg.
De brouwerij, later jeneverstokerij, De drie Zwaentkens bestond al minstens sinds 1564. In de Carmersstraat werd de woning van de brouwer opgetrokken en drie zwanen werden er in een gebeeldhouwd reliëf op de voorgevel aangebracht. Het huis werd in de jaren negentienzeventig gerestaureerd en behoort sinds 1974 tot de beschermde monumenten binnen de stad Brugge. In een bijgebouw aan de Korte Rijkepijndersstraat werd in 1632 een steen ingemetseld, met dit jaartal en drie zwaantjes.
De knobbelzwaan was steeds een geliefd dier in Brugge. Het stadsbestuur deed en doet nog steeds inspanningen om een zwanenkolonie op zijn kosten in de Brugse reien te laten zwemmen. Op basis van deze populariteit namen brouwers die naam als hun handelsmerk. Zo was er een brouwerij De Grote Zwaan en een andere De Kleine Zwaan. Een andere overtrof hen door zijn onderneming De Drie Zwanen te noemen. Ook herbergen werden graag In de Zwaan genoemd.
De straat, een steeg eigenlijk, loopt van de Jeruzalemstraat naar de Korte Rijkepijndersstraat, waar ze in het verleden uitkwam tegenover de nu verdwenen brouwerij.